# ود (إله)
وَدّ (بخط المسند:  ) هو أحد الآلهات الرئيسة لقبائل وممالك ي جنوب الجزيرة العربية قبل الإسلام. ويرمز إلى القمر. ورد ذكره في القرآن (سورة نوح) بين الأصنام الخمسة (ود وسواع ويغوث ويعوق ونسر) التي كانت في زمن النبي نوح، وبحسب الرواية، استخرجها عمرو بن لحيّ الخزاعي مدفونة في ساحل البحر وأدخل عبادتها للجزيرة العربية.

## التسمية
يتفق العلماء على اشتقاق اسم الإله ود (من الجذر السامي: و د د) بمعنى المَوَدة والمَحبّة. وويختلف وصف الإله ود في مصادر التراث الإسلامي، مثل كتاب الأصنام، عمأ تكشفه النقوش التي تركها أتباعه، ولذا يعد وصف ود في المصادر الإسلامية ذكرى مشوشة وغير دقيقة عن إله قديم.

## في نقوش ما قبل الإسلام
يظهر الإله ود بكثرة في نقوش جنوب الجزيرة بصفته أحد الآلهات الرئيسية لقبائل جنوب الجزيرة العربية عموماً، وكثيراً ما يستدعى في التعاويذ، وخاصة في تعويذة شهيرة تعرف بعبارة (ود أب). وكان له معبد في يَثِلّ (حالياً: بَرَاقِش في اليمن) وآخر في دادان (حالياً: العُلا في شمال السعودية) بالإضافة إلى معبد صغير بقرب مدينة مارب، وتنسب له النقوش نهر في جوف اليمن يسمى "غَيْل وَدّ" ومؤخراً عثر على تعويذة منقوشة بخط الزبور اليماني على قطعة خشبية، يبتهل صاحبها إلى الإلهين "عثـتر وود".

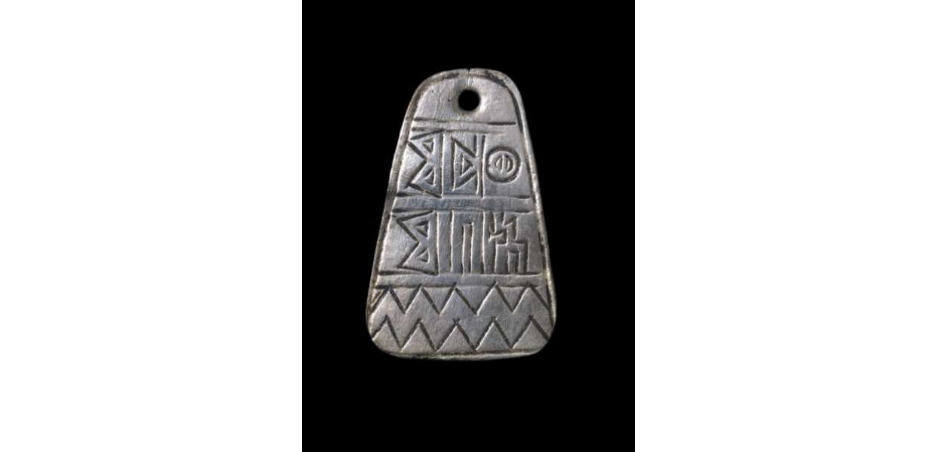
قلادة فضية تحتوي تعويذة "ود أب" محفوظة في المتحف البريطاني

## في المصادر الإسلامية
بحسب كتاب الأصنام لابن الكبي، كان ود إله بني كلب في دومة الجندل وكان في صورة "تِمْثَالَ رجلٍ ‌كَأَعْظَمِ ‌مَا ‌يَكُونُ ‌من ‌الرِّجَال قد ذُبِرَ عَلَيْهِ حلتان متزر بحلة مرتدٍ بِأُخْرَى عَلَيْهِ سيف قد تقلده وقَدْ تَنَكَّبَ قَوْسًا وَبَيْنَ يَدَيْهِ حَرْبَةٌ فِيهَا لِوَاء ووَفْضَة أَي جعبة فِيهَا نَبْلٌ" وحطمه خالد بن الوليد بعد غزوة تبوك.

### العبادة
لم يكن عرب تهامة يعرفون وداً في بادئ الأمر إلا حينما أخرجه عمرو بن لحي الخزاعي، وقصة العثور على ود هي أن عمرو بن لحي كان له رئيا من الجن فقال له: «عجل بالمسير والظعن من تهامة بالسعد والسلامة» فقال عمرو: «جير ولا إقامة» فقال له الرئي: «إيت ضف جده، تجد فيها أصناما معدة، فأوردها تهامة، ولا تهاب، ثم ادع العرب إلى عبادتها تجاب» ففعل ذلك عمرو، وأتى شط جدة فاستخرج التماثيل وحملها معه حتى وصل تهامة، ثم إنه خرج للحج في تلك السنة ودعا العرب إلى عبادتها. فجاء رجل يقال له عوف بن عذرة بن زيد اللات بن رفيدة بن ثور بن كلب بن وبرة إلى عمرو وطلب منه تمثال ود، فاحتمله وسار به إلى جوف بلاد كلب بن وبرة دومة الجندل، ووضعه هناك وبنى له معبدا وجعل ابنه عامراً الذي يقال له عامر الأجدار من بنو كلب القضاعية سادنا لود، وسمى عوف أحد أبناءه بـ«عبد ود». و قد كانوا يقدمون اللبن لود، لقول رجل من سلالة عامر الأجدار اسمه مالك بن حارثة الأجداري الكلبي أن أباه حارثة كان يعطيه اللبن ويقول له: «اذهب واسقِ إلهك»، والظاهر أنهم كانوا يصبون اللبن على التمثال.
و كان ممن عبد ود من القبائل: بنو كلب (وفيهم سدنة ود) وبني تميم وطيء والخزرج وهذيل ولخم. و قد جاء ذكر ود في شعر للنابغة الذبياني:
حياك ود! فإنا لا يحل لنا ** لهو النساء إن الدين قد عزما

### ما بعد الإسلام
حارب الإسلام كل العبادات الشركية التي كانت منتشرة في جزيرة العرب آنذاك ودعا إلى التوحيد وعبادة الله إلها واحدا ليس له شريك. وقد ذم القرآن عبدة ود ووصفهم بالضالين في سورة نوح: ﴿وَقَالُوا لَا تَذَرُنَّ آلِهَتَكُمْ وَلَا تَذَرُنَّ وَدًّا وَلَا سُوَاعًا وَلَا يَغُوثَ وَيَعُوقَ وَنَسْرًا ۝٢٣﴾ [نوح:23]. و قد أرسل النبي محمد خالدَ بن الوليد لهدم معبد ود وكسر تمثاله بعد غزوة تبوك سنة 9 هـ. فلما وصل إليه خالد ليهدمه تصدى له بنو عامر الأجداري وبنو عبد ود، فقاتلهم خالد حتى هزمهم وقتلهم وكسر تمثاله وهدم معبده.